# Robert Doornbos
Robert Doornbos (n. 23 septembrie 1981, Rotterdam) este un pilot de curse auto neerlandez care a evoluat în Campionatul Mondial de Formula 1 între anii 2005 și 2006.

## Cariera în Formula 1
| Sezon | Echipă          | Puncte      | Loc clasament general |
| ----- | --------------- | ----------- | --------------------- |
| 2004  | Jordan Ford     | Pilot teste | -                     |
| 2005  | Minardi F1 Team | 0           | -                     |
| 2006  | Red Bull Racing | 0           | -                     |
| 2007  | Red Bull Racing | Pilot teste | -                     |

## Cariera în IndyCar
| Sezon | Echipă                                | Puncte | Loc clasament general |
| ----- | ------------------------------------- | ------ | --------------------- |
| 2009  | Newman/Haas/Lanigan Racing HVM Racing | 283    | 16                    |